# Wiktor Oranski
Wiktor Oranski (ros. Виктор Оранский, właśc. Wiktor Aleksandrowicz Gierszow ros. Виктор Александрович Гершов; ur. 4 maja?/16 maja 1899 w Teodozji, zm. 27 września 1953 w Moskwie) – radziecki kompozytor,
Autor wielu baletów, oper, operetek oraz muzyki filmowej i do spektakli teatralnych.

## Życiorys
Napisał muzykę do filmów fabularnych m.in. do filmu Biały Kieł z 1946 roku. Komponował też muzykę do filmów animowanych m.in. do filmu Konik Garbusek. W animacji współpracował m.in. z Leonidem Amalrikiem, Władimirem Połkownikowem oraz Walentiną i Zinaidą Brumberg. W latach 1915–1918 studiował w Konserwatorium Moskiewskim w klasie kompozycji, gdzie studiował grę na fortepianie pod kierunkiem Konstantina Igumnowa. Po ukończeniu studiów w 1918 roku zaangażował się w działalność dydaktyczną. Był mężem radzieckiej aktorki Anastasiji Zujewy. Spoczywa na Cmentarzu Nowodziewiczym obok żony.

## Wybrana filmografia

### Kompozytor
- 1933: Pomni!
- 1943: Bajka o carze Sałtanie
- 1946: Biały Kieł
- 1946: Pawlinij chwost
- 1947: Konik Garbusek
- 1948: Skazka o sołdatie
- 1948: Niegrzeczny Fiedia
- 1949: Czarodziejski dzwoneczek
- 1950: Diewoczka w cyrkie
- 1951: Na wysokiej górze
- 1951: Opowieść z tajgi
- 1953: Magiczne zabawki
- 1975: Konik Garbusek

### Inżynier dźwięku
- 1951: Noc wigilijna